# Howard Scott Gentry
Howard Scott Gentry (* 10. Dezember 1903 in Temecula, USA; † 1. April 1993 in Tucson) war ein US-amerikanischer Botaniker. Sein besonderes Interessengebiet war die Systematik der Agaven, zu dem er durch seine Arbeiten einen großen Beitrag leistete. Sein offizielles botanisches Autorenkürzel lautet „Gentry“.

## Leben
Seine ersten Expeditionen ab 1930 galten dem Studium der Pflanzen und Tiere im Rio Mayo Gebiet. Acht Jahre lang, mit Unterbrechungen, erkundete er zu Fuß oder per Esel die Ökologie im südlichen Sonora.
Howard Scott Gentry studierte an der University of California, Berkeley und erwarb dort 1931 mit einer Arbeit über Wirbeltiere einen Bachelor of Arts. Ab 1940 war er an der University of Michigan tätig und erwarb dort 1946 einen Doktortitel. Während des Zweiten Weltkrieges unterbrach er sein Studium und suchte im Auftrag der US-Regierung nach Ersatzstoffen für Gummi. Ab 1946 war er für vier Jahre als Research Botanist bei der Allen Hancock Foundation angestellt. Ab 1950 arbeitete Howard Scott Gentry für 22 Jahre als Agricultural Explorer für das US-Landwirtschaftsministerium und sammelte in dieser Zeit rund 15.000 verschiedene Samenproben aus 24 Ländern. Ihm zu Ehren wurde das Agave-Alkaloid Gentrogenin, als Anerkennung für seine Arbeiten zu neuen Kortisonverbindungen, benannt.
1971 ging er als Forschungsdirektor nach Phoenix zum Desert Botanical Garden. Er war dort bis 1987 tätig. Die University of Arizona verlieh ihm die Ehrendoktorwürde.
Seine 25-jährige Feldarbeit mündete in seinem Werk Agaves of Continental North America. Es galt lange Zeit als das umfassendste Werk zur Gattung der Agaven.

## Nach Gentry benannte Taxa
Die Pflanzen Echinocereus scheeri var. gentryi (Clover) N.P.Taylor und Agave gentryi B.Ullrich sind nach ihm benannt worden.

## Schriften (Auswahl)
- Rio Mayo Plants: A study of the flora and vegetation of the valley of the Rio Mayo, Sonora. (= Publications of the Carnegie Institution of Washington. Band 527) Washington 1942.
- The Warihio Indians of Sonora Chihuahua: An ethnographic survey. Washington 1963.
- The Agaves of Baja California. (= Occasional papers of the California Academy of Sciences. Nr. 130) San Francisco 1978 (online).
- Agaves of Continental North America. Tucson 1982.